# ريان فيرغسون
ريان فيرغسون (بالإنجليزية: Ryan Ferguson)‏ هو موسيقي أمريكي، ولد في 1975.

## وصلات خارجية
- الموقع الرسمي
- ريان فيرغسون على موقع ميوزك برينز (الإنجليزية)
- ريان فيرغسون على موقع ديسكوغز (الإنجليزية)